# Таурирт
Таурирт (араб. تاوريرت‎) — город в Марокко, расположен в Восточной области.

## История
Город был основан во время правления Маринидов в XII веке.

## Географическое положение
Центр города располагается на высоте 384 метров над уровнем моря.

## Демография
Население города по годам:
| 1982   | 2004   | 2012    |
| ------ | ------ | ------- |
| 32 667 | 80 024 | 101 681 |